# Pustelnik (powiat sokołowski)
Pustelnik – wieś w Polsce położona w województwie mazowieckim, w powiecie sokołowskim, w gminie Ceranów. Ma status sołectwa. Leży przy drodze krajowej nr 63. Obok miejscowości przepływa rzeczka Buczynka, dopływ Bugu. 
| SIMC    | Nazwa      | Rodzaj    |
| ------- | ---------- | --------- |
| 0669625 | Wielkopole | część wsi |
| 0669631 | Wymysły    | część wsi |

W latach 1975–1998 miejscowość należała administracyjnie do województwa siedleckiego.
Mieszkańcy wyznania rzymskokatolickiego należą do parafii Niepokalanego Poczęcia NMP w Ceranowie.
20 czerwca 1944 Niemcy spacyfikowali wieś - zamordowali wtedy dwie osoby, a wieś zniszczyli.